# Liste des lauréats du prix Shanti Swarup Bhatnagar en biologie
Le Prix Shanti Swarup Bhatnagar de sciences et technologie est l'une des plus hautes distinctions scientifiques multidisciplinaires en Inde. Il a été créé en 1958 par le Conseil de recherche scientifique et industrielle, en l'honneur de Shanti Swarup Bhatnagar, son fondateur et directeur et reconnaît l'excellence dans la recherche scientifique en Inde.

## Liste de lauréats

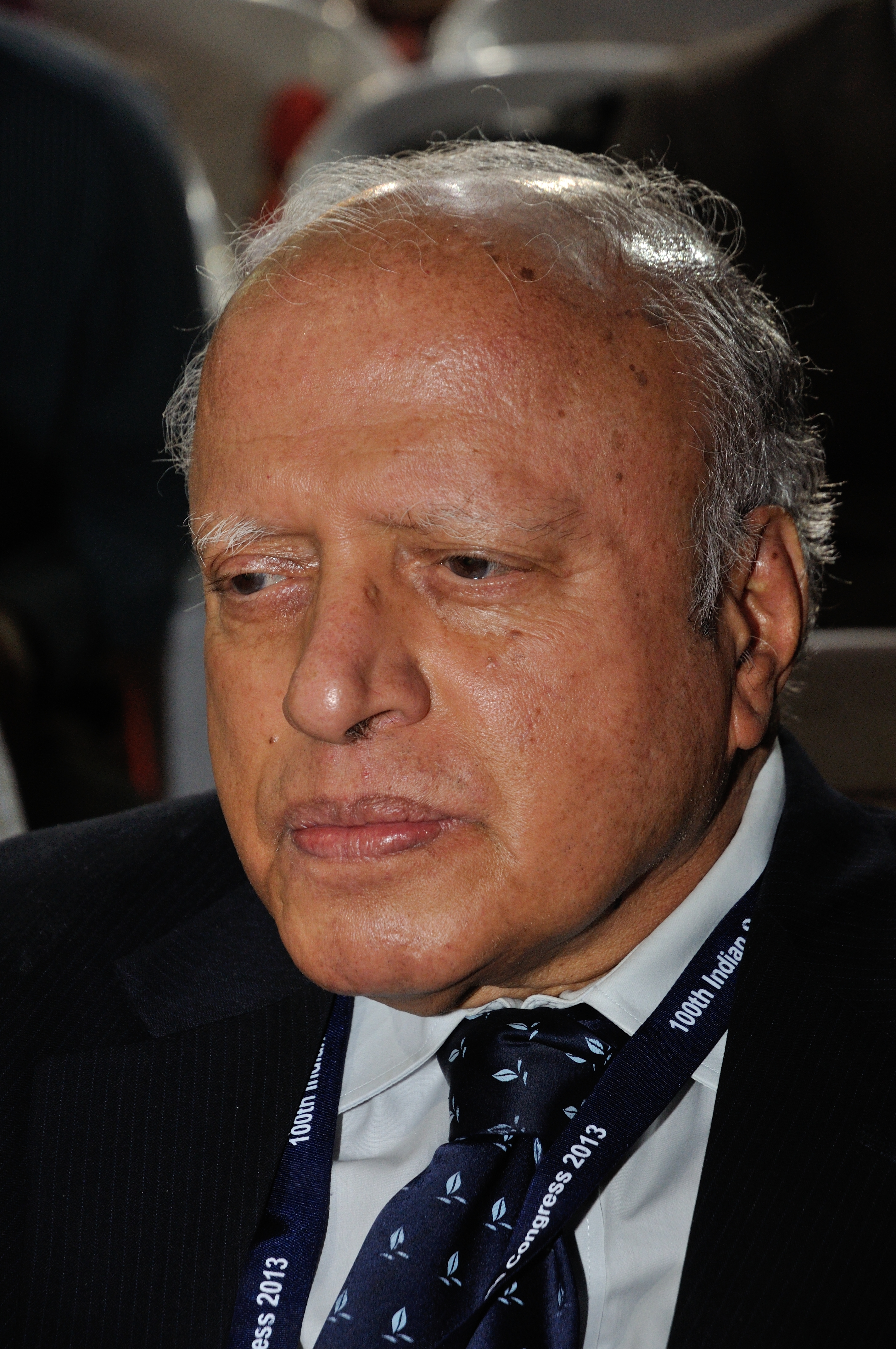
M. S. Swaminathan

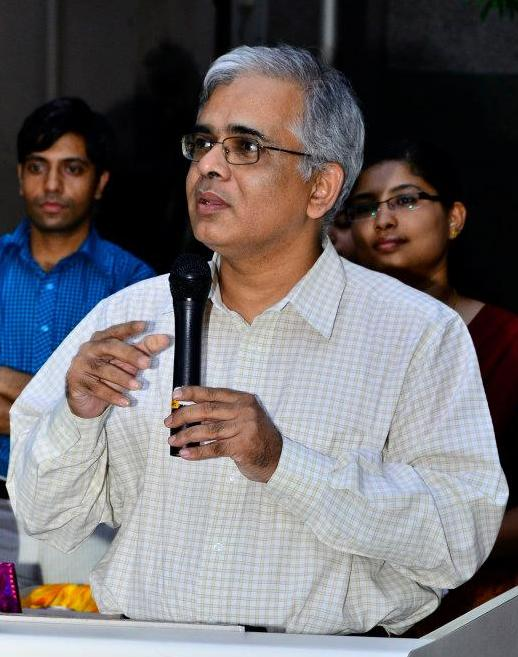
Shekhar C. Mandé

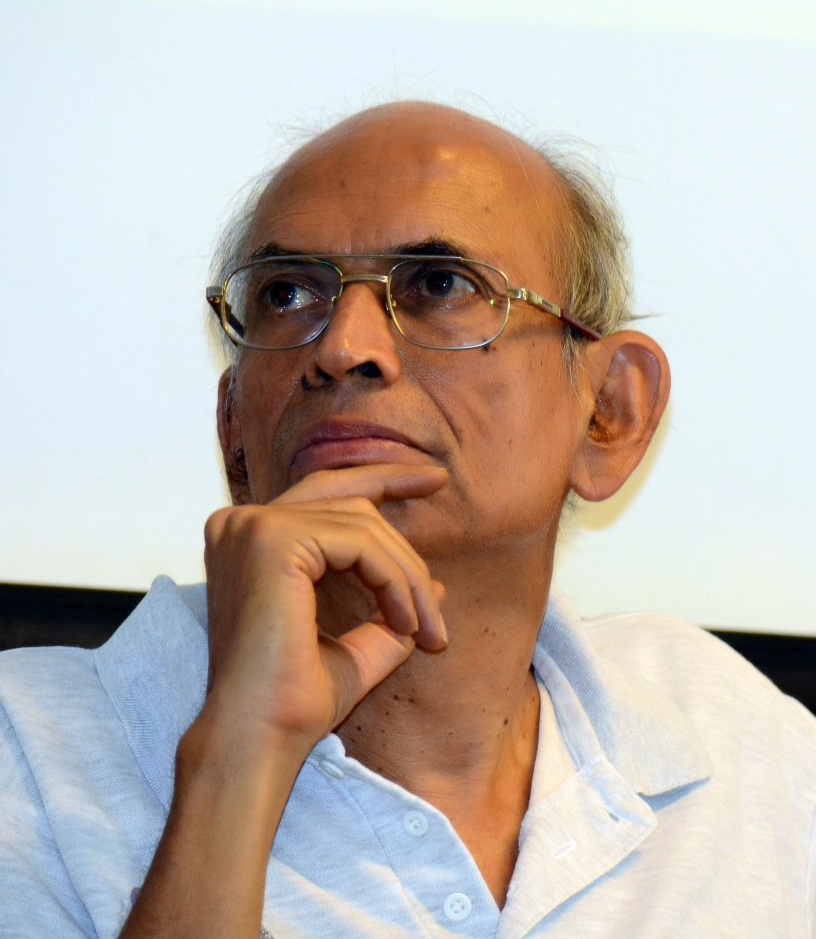
Madhav Gadgil

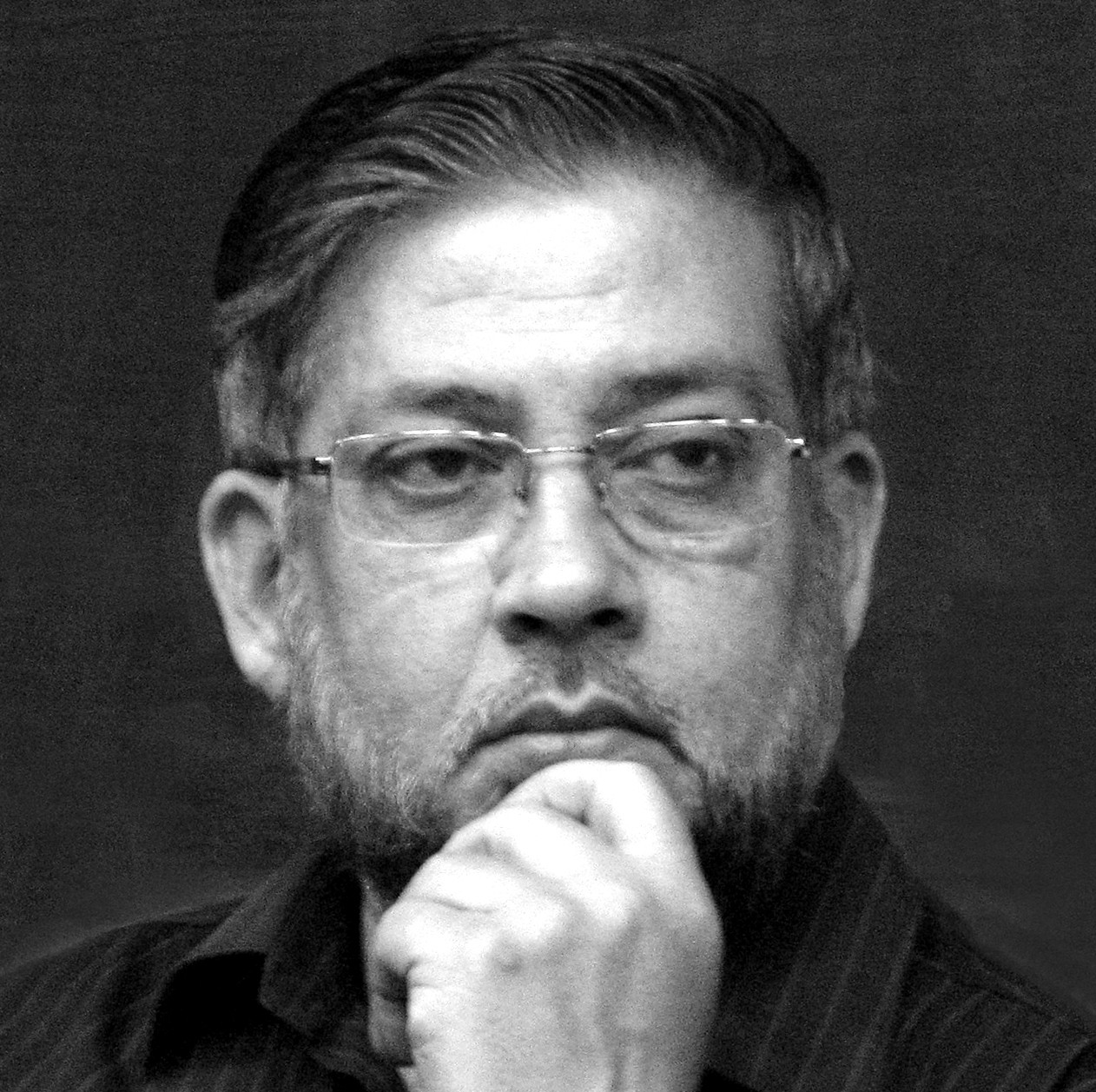
Raghavendra Gadagkar

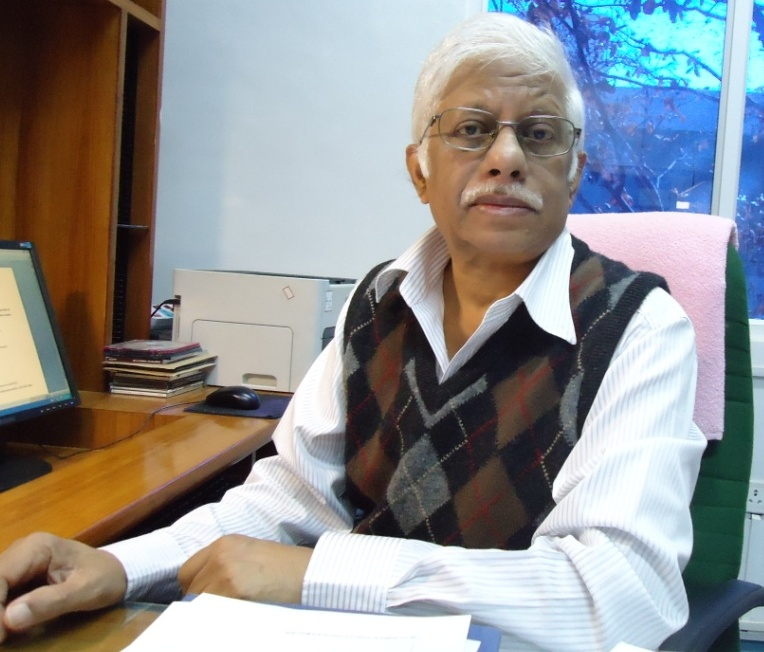
M. R. S. Rao

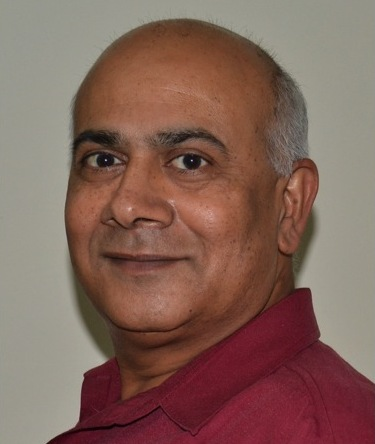
Dinakar M. Salunke

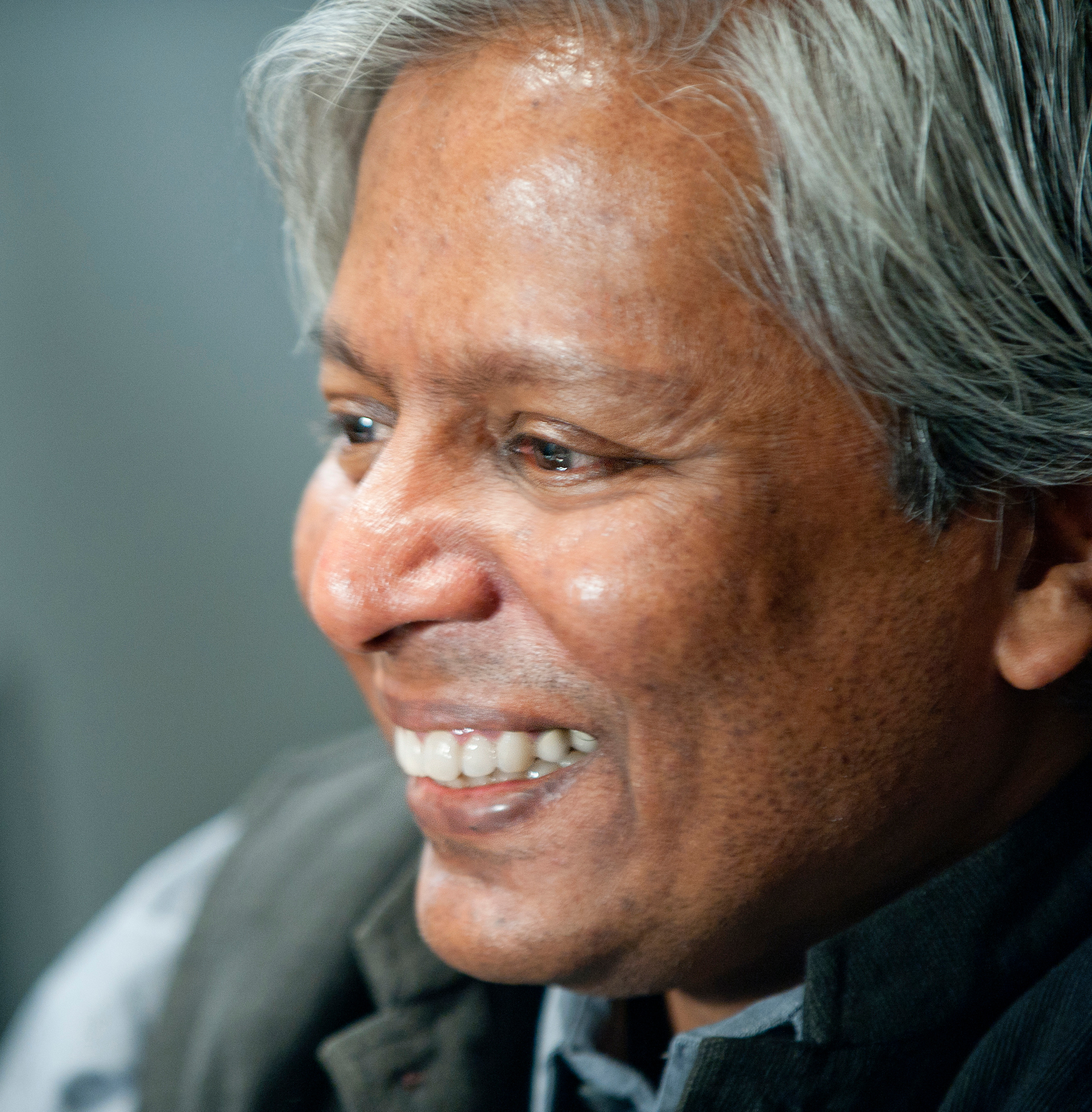
K. VijayRaghavan

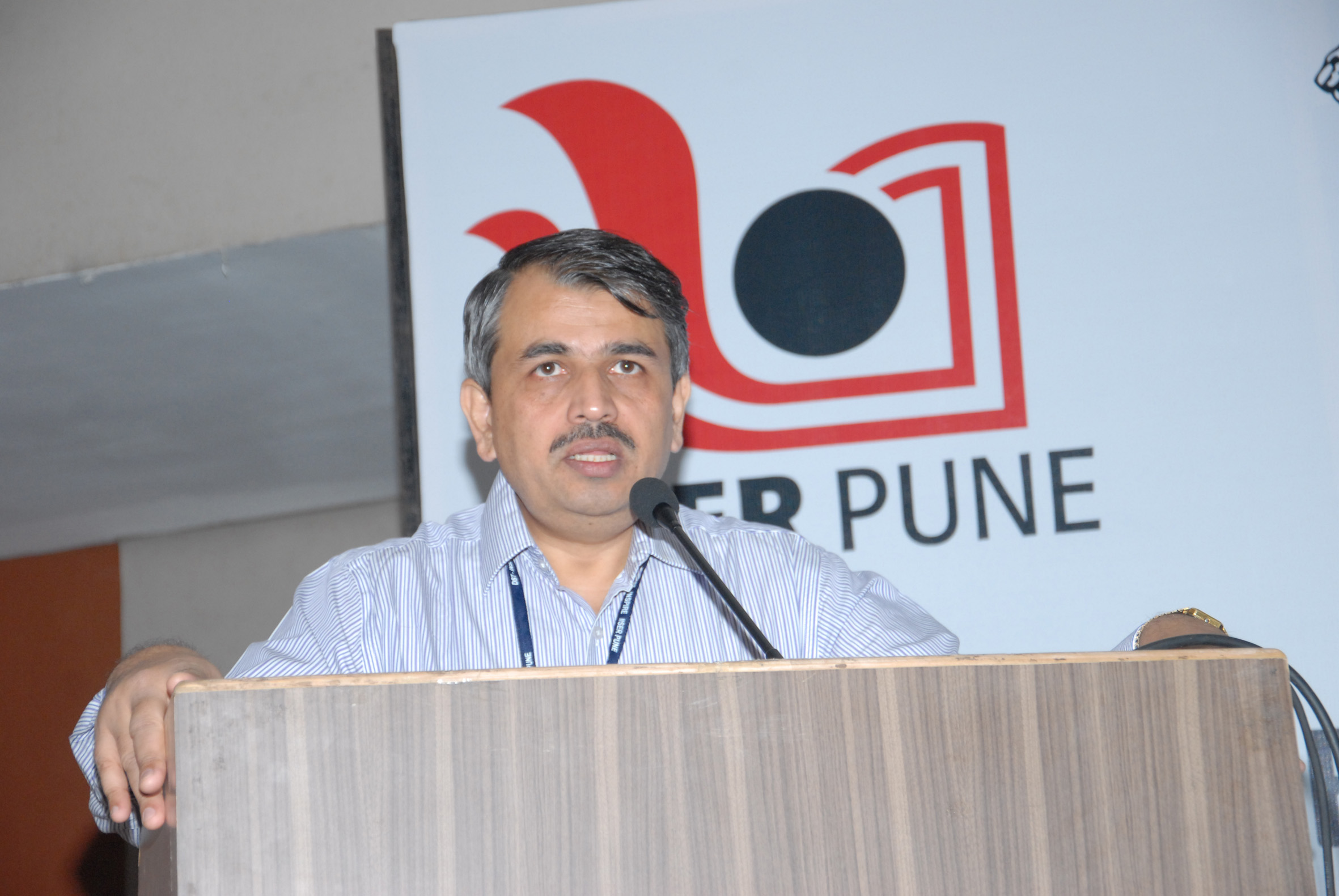
L. S. Shashidhara

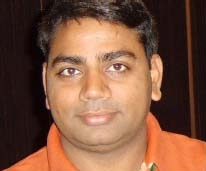
Rajeev Kumar Varshney

| Année | Lauréat                                         | Lieu           | Spécialisation                           |
| ----- | ----------------------------------------------- | -------------- | ---------------------------------------- |
| 1960  | Toppur Seethapathy Sadasivan (en)               | Tamil Nadu     | Pathologie végétale                      |
| 1961  | Monkombu Sambasivan Swaminathan (en)            | Tamil Nadu     | Génétique                                |
| 1962  | Bimal Kumar Bachhawat (en)                      | West Bengal    | Glycobiologie                            |
| 1963  | Jagannath Ganguly (en)                          | West Bengal    | Biochimie                                |
| 1964  | Dilbagh Singh Athwal (en)                       | Punjab         | Culture sélective des plantes            |
| 1965  | C. V. Subramanian (en)                          | Tamil Nadu     | Mycologie                                |
| 1966  | Neelamraju Ganga Prasada Rao (en)               | Andhra Pradesh | Génétique                                |
| 1966  | Hari Krishan Jain (en)                          | Delhi          | Cytogénétique                            |
| 1967  | Arun Kumar Sharma (en)                          | Delhi          | Cytogénétique                            |
| 1968  | T. A. Venkitasubramanian (en)                   | Delhi          | Biochimie                                |
| 1971  | N. Balakrishnan Nair (en)                       | Kerala         | Biologie marine                          |
| 1971  | Madhu Sudan Kanungo (en)                        | Odisha         | Gérontologie                             |
| 1972  | Birendra Bijoy Biswas (en)                      | West Bengal    | Pathologie végétale                      |
| 1972  | Satish Chandra Maheshwari (en)                  | Rajastan       | Biologie moléculaire                     |
| 1973  | B. R. Murty (en)                                | Delhi          | Génétique                                |
| 1973  | Sardul Singh Guraya (en)                        | Punjab         | Biologie cellulaire                      |
| 1974  | John Barnabas (en)                              | Maharashtra    | Biologie de l'évolution                  |
| 1975  | Archana Sharma                                  | Maharashtra    | Cytogénétique                            |
| 1975  | Obaid Siddiqi (en)                              | Uttar Pradesh  | Génétique                                |
| 1976  | Kishan Singh                                    | Delhi          | Pathologie végétale                      |
| 1976  | Guru Prakash Dutta (en)                         | Uttar Pradesh  | Immunologie                              |
| 1977  | T. C. Anand Kumar (en)                          | Tamil Nadu     | Biologie de la reproduction              |
| 1978  | V. Sasisekharan (en)                            | USA            | Biologie moléculaire                     |
| 1979  | Maroli Krishnayya Chandrashekaran (en)          | Tamil Nadu     | Neurophysiologie                         |
| 1979  | Amar Nath Bhaduri (en)                          | West Bengal    | Enzymologie                              |
| 1980  | Jamuna Sharan Singh (en)                        | Uttar pradesh  | Écologie végétale                        |
| 1980  | Asis Datta (en)                                 | West Bengal    | Biologie moléculaire                     |
| 1981  | Sushil Kumar                                    | Uttar Pradesh  | Génétique                                |
| 1981  | Prafullachandra Vishnu Sane (en)                | Uttar Pradesh  | Biochimie                                |
| 1982  | Sunil Kumar Podder (en)                         | Karnataka      | Biophysique                              |
| 1982  | Ramamirtha Jayaraman (en)                       | Tamil Nadu     | Génétique microbienne                    |
| 1983  | Govindarajan Padmanaban (en)                    | Tamil Nadu     | Biochimie                                |
| 1984  | Thavamani Jegajothivel Pandian (en)             | Tamil Nadu     | Biogénétique                             |
| 1984  | K. R. K. Easwaran (en)                          | Kerala         | Biophysique                              |
| 1985  | C. M. Gupta (en)                                | Rajastan       | Biologie des membranes                   |
| 1985  | Mamannamana Vijayan (en)                        | Kerala         | Biologie structurelle                    |
| 1986  | Madhav Gadgil (en)                              | Maharashtra    | Biologie de la conservation              |
| 1987  | Sudhir Kumar Sopory (en)                        | Haryana        | Physiologie végétale                     |
| 1987  | Avadhesha Surolia (en)                          | Rajastan       | Glycobiologie                            |
| 1988  | Bhabatarak Bhattacharyya (en)                   | West Bengal    | Biologie structurelle                    |
| 1988  | Manchanahalli Rangaswamy Satyanarayana Rao (en) | Karnataka      | Sciences biologiques                     |
| 1989  | Manju Ray                                       | West Bengal    | Biochimie                                |
| 1989  | Subhash Chandra Lakhotia (en)                   | Uttar Pradesh  | Génétique                                |
| 1990  | Samir K. Brahmachari (en)                       | West Bengal    | Biophysique                              |
| 1991  | Virendra Nath Pandey (en)                       | Uttar Pradesh  | Virologie                                |
| 1991  | Srinivas Kishanrao Saidapur (en)                | Karnataka      | Biologie de la reproduction              |
| 1992  | Kuppamuthu Dharmalingam (en)                    | Tamil Nadu     | Génétique                                |
| 1992  | Dipankar Chatterji (en)                         | West Bengal    | Biologie moléculaire                     |
| 1993  | M. R. N. Murthy (en)                            | Karnataka      | Biologie moléculaire                     |
| 1993  | Raghavendra Gadagkar (en)                       | Uttar Pradesh  | Ecologie                                 |
| 1994  | Ramakrishnan Nagaraj (en)                       | Andhra Pradesh | Biophysique                              |
| 1994  | Alok Bhattacharya (en)                          | Delhi          | Parasitologie                            |
| 1995  | Kalappa Muniyappa (en)                          | Karnataka      | Génétique                                |
| 1995  | Seyed Ehtesham Hasnain (en)                     | Bihar          | Biologie moléculaire                     |
| 1996  | Ghanshyam Swarup (en)                           | Uttar Pradesh  | Biologie moléculaire                     |
| 1996  | Vishweshwaraiah Prakash (en)                    | Karnataka      | Technologie alimentaire                  |
| 1997  | Kanury Venkata Subba Rao (en)                   | Maharashtra    | Biotechnologie                           |
| 1997  | Jayaraman Gowrishankar (en)                     | Tamil Nadu     | Microbiologie                            |
| 1998  | Debi Prasad Sarkar (en)                         | Delhi          | Immunologie                              |
| 1998  | K. VijayRaghavan (en)                           | Karnataka      | Biotechnologie                           |
| 1999  | Siddhartha Roy (en)                             | West Bengal    | Biologie structurelle                    |
| 1999  | V. Nagaraja (en)                                | Karnataka      | Biologie moléculaire                     |
| 2000  | Jayant B. Udgaonkar (en)                        | Maharashtra    | Biochimie                                |
| 2000  | Dinakar Mashnu Salunke (en)                     | Karnataka      | Biologie structurelle                    |
| 2001  | Umesh Varshney (en)                             | Madhya Pradesh | Biologie moléculaire                     |
| 2002  | Amitabha Mukhopadhyay (en)                      | West Bengal    | Biologie moléculaire                     |
| 2002  | Raghavan Varadarajan (en)                       | Karnataka      | Biophysique                              |
| 2003  | Satyajit Mayor (en)                             | Maharashtra    | Biologie cellulaire des cellules souches |
| 2004  | Gopal Kundu (en)                                | West Bengal    | Génétique                                |
| 2004  | Ramesh Venkata Sonti (en)                       | Andhra Pradesh | Génétique                                |
| 2005  | Shekhar C. Mande (en)                           | Maharashtra    | Biologie structurelle                    |
| 2005  | Tapas Kumar Kundu (en)                          | West Bengal    | Biologie moléculaire                     |
| 2006  | Vinod Bhakuni (en)                              | Uttar Pradesh  | Biophysique                              |
| 2006  | Rajesh Sudhir Gokhale (en)                      | Delhi          | Biologie chimique                        |
| 2007  | Narayanaswamy Srinivasan (en)                   | Tamil Nadu     | Génomique                                |
| 2007  | Upinder Singh Bhalla (en)                       | Delhi          | Neurobiologie                            |
| 2008  | L. S. Shashidhara (en)                          | Maharashtra    | Génétique                                |
| 2008  | Gajendra Pal Singh Raghava (en)                 | Uttar Pradesh  | Bioinformatique                          |
| 2009  | Amitabh Joshi (en)                              | Karnataka      | Génétique                                |
| 2009  | Bhaskar Saha (en)                               | Maharashtra    | Immunologie                              |
| 2010  | Sanjeev Galande (en)                            | Maharashtra    | Génomique                                |
| 2010  | Shubha Tole (en)                                | Maharashtra    | Neurosciences                            |
| 2011  | Amit Prakash Sharma (en)                        | Delhi          | Biologie structurelle                    |
| 2011  | Rajan Sankaranarayanan (en)                     | Tamil Nadu     | Biologie moléculaire                     |
| 2012  | Shantanu Chowdhury (en)                         | West Bengal    | Génomique                                |
| 2012  | Suman Kumar Dhar (en)                           | West Bengal    | Biologie moléculaire                     |
| 2013  | Sathees Chukkurumbal Raghavan (en)              | Kerala         | Biophysique                              |
| 2014  | Roop Mallik (en)                                | Uttar Pradesh  | Biophysique                              |
| 2015  | Balasubramanian Gopal (en)                      | Karnataka      | Biophysique                              |
| 2015  | Rajeev Kumar Varshney (en)                      | Uttar Pradesh  | Génétique                                |
| 2016  | Rishikesh Narayanan (en)                        | Karnataka      | Neurosciences                            |
| 2016  | Suvendra Nath Bhattacharyya (en)                | West Bengal    | Biologie moléculaire                     |
| 2017  | Deepak T. Nair (en)                             | Kerala         | Pathologie végétale                      |
| 2017  | Sanjeev Das (en)                                | Delhi          | Biologie du cancer                       |